# Circunscrições eclesiásticas católicas de Mianmar
As circunscrições eclesiásticas católicas de Mianmar consistem em 3 províncias eclesiásticas, lideradas por arcebispos e 11 dioceses.

## Conferência Episcopal de Mianmar

### Província Eclesiástica de Mandalay
- Arquidiocese de Mandalay
  - Diocese de Banmaw
  - Diocese de Hakha
  - Diocese de Kalay
  - Diocese de Lashio
  - Diocese de Mindat
  - Diocese de Myitkyina

### Província Eclesiástica de Taunggyi
- Arquidiocese de Taunggyi
  - Diocese de Kengtung
  - Diocese de Loikaw
  - Diocese de Pekhon
  - Diocese de Taungngu

### Província Eclesiástica de Yangon
- Arquidiocese de Yangon
  - Diocese de Hpa-an
  - Diocese de Mawlamyine
  - Diocese de Pathein
  - Diocese de Pyay